# Nata Moreno
Nata Moreno (Zaragoza, 24 de marzo de 1979) es una directora, productora, actriz y dramaturga española. Con su primer largometraje, Ara Malikian: una vida entre las cuerdas (2019), ganó el Premio Goya y el Premio Cinematográfico José María Forqué al mejor largometraje documental y la Biznaga de Plata Mujeres en Escena del Festival de Málaga.

## Trayectoria
Moreno nació en Zaragoza y creció en Huesca. Se fue a Madrid a estudiar Arte Dramático e Interpretación en la Escuela de actuación fundada en 1990 por Juan Carlos Corazza. Trabajó como ayudante de dirección de Will Keen y José Sanchís Sinisterra y como dramaturga junto a Juan Mayorga en la Cátedra de Creación Escénica de la Universidad Carlos III de Madrid. Tras recorrer los escenarios como actriz, decidió dirigir y colocarse detrás de una cámara, creando en 2016 su propia productora, Kokoro Films, con la que realiza campañas promocionales, videoclips y cortometrajes.
En publicidad, ha dirigido Ara Malikian-acción contra el hambre (2016), The incredible story of the violin (2016), Spot Pikolín, colchón inteligente, con Ara Malikian (2017) y Vuela (2018). Entre sus videoclips, figuran Pisando flores (2015), Lucha de gigantes (2017), Ara Malikian feat. Andrés Calamaro-Royal Garage-Nostalgias (2019) y Watif (2019). En el ámbito del cortometraje de ficción dirigió y escribió en 2016 Le chat doré, una historia rodada al estilo del primigenio cine mudo en defensa de la libre expresión artística, y en 2018 Al’Amar, sobre la fortaleza de una mujer africana que cruza el mar en una patera con su hijo en brazos.
Después de cortos documentales como Anecdotario Ara Malikian (2016), Ara Malikian al habla (2016) o Guaguacuna (2017), estrenó en 2018 su primer largometraje documental tras cuatro años de trabajo: Ara Malikian: una vida entre las cuerdas, que recorre la trayectoria artística y personal de este polifacético músico desde una óptica íntima, partiendo de sus recuerdos, sus testimonios y grabaciones de sus conciertos.
Como cineasta su trabajo se caracteriza formalmente por la poética de sus imágenes, revelando un gran compromiso social en su tratamiento de temas como la migración y la maternidad (Al’Amar), el IVA cultural (Le chat doré) y el genocidio armenio (Ara Malikian: una vida entre las cuerdas). Es la directora escénica de todos los espectáculos musicales del violinista Ara Malikian, a quien conoció como espectadora de uno de sus conciertos en 2010, volviéndose inseparables desde entonces. Cuatro años después tuvieron un hijo, Kairo, y en 2018 contrajeron matrimonio en Las Vegas.
En su faceta como actriz destacan sus papeles en la serie televisiva Muñecas (2013), de Carlota Sayos; en el corto Amén (2016), de Antonio Naharro; y su personaje de empleada de una inmobiliaria en el corto Gastos incluidos (2019), dirigido por el realizador zaragozano Javier Macipe, que fue nominado al Premio Goya a mejor cortometraje de ficción.
En 2020, participó con su corto El espacio vacío en la obra coral Reset, producción de Aragón TV compuesta por siete piezas audiovisuales dirigidas por prestigiosos cineastas aragoneses mostrando su particular visión sobre la crisis sanitaria provocada por la Covid-19.
En 2020 anunció que preparaba una película sobre la cantante Raquel Meller.
En junio de 2021, Moreno anunció que a finales de año volvería a los escenarios con la obra El Alivio o la crueldad de los muertos, obra teatral de Rubén Ochandiano, mientras desarrolla su primer largometraje de ficción, Onna fly, apoyado por CIMA, NETFLIX y el ICAA. 
En 2023, dirigió el cortometraje Madreselva, presentado en la sección oficial de la 36ª Semana de Cine de Medina del Campo, protagonizado por Luis Tosar, Marina Salas, Vito Sanz y Estefanía de los Santos.

## Premios y reconocimientos
Premios Simón
| Año  | Categoría       | Película                                 | Resultado |
| ---- | --------------- | ---------------------------------------- | --------- |
| 2019 | Mejor dirección | Ara Malikian: una vida entre las cuerdas | Ganadora  |
| 2020 | Mejor dirección | Reset                                    | Nominada  |
| 2020 | Mejor guion     | Reset                                    | Nominada  |

Ara Malikian al habla fue nominado a los premios Grammy Latinos.
Le chat doré obtuvo el premio al mejor corto de comedia en el Festival Europeo de Cine Independiente ÉCU, mención especial del jurado en el Silent Film Festival de Croacia y mención honorífica en el Festival Internacional de Cine Silente de México.
Ara Malikian: una vida entre las cuerdas, consiguió en la categoría de largometraje documental el Premio Goya 2020 y el Premio Cinematográfico José María Forqué 2020. Obtuvo también la Biznaga de Plata Mujeres en Escena del Festival de Málaga. Fue nominado a los Premios Platino del Cine Iberoamericano y a las Medallas del Círculo de Escritores Cinematográficos (CEC) 2019 de España.
Madreselva se erigió en 2023 como gran ganador de la XXXV edición del Festival de Cine de Alfaz del Pi, con los premios a mejor cortometraje, mejor dirección, mejor guion y mejor actriz (Marina Salas), en la XX edición del Festival de Cine de Comedia de Tarazona y el Moncayo "Paco Martínez Soria", con los premios a mejor corto, mejor dirección artística (Victoria Paz Álvarez) y mejor actriz (Marina Salas), en la 27ª edición del Festival de Cine de Fuentes de Ebro con siete galardones, en las categorías de mejor cortometraje, mejor actriz protagonista (Marina Salas) y de reparto (Estefanía de los Santos), mejor fotografía (Iván Caso), mejor vestuario (Montse Sancho), mejor maquillaje (Celia Bañares) y Premio del público,y con el Premio CIMA en el Festival de Cortos de Soria.En 2024 fue reconocido como el Mejor Corto Aragonés en el Festival de Cine de La Almunia.